# Como 1907
Como 1907 là một câu lạc bộ bóng đá Ý có trụ sở tại Como, Lombardy, Ý. Câu lạc bộ chơi ở Serie A vào mùa giải 2024–25.

## Danh hiệu

### Giải quốc nội
- Serie B
  - Vô địch: 1948–49, 1979–80, 2001–02
  - Á quân: 1974–75, 1983–84, 2023–24
- Serie C
  - Vô địch: 1930–31, 1967–68, 1978–79, 2020–21
  - Á quân: 1993–94, 2000–01
  - Vô địch Play-off: 2014–15
- Serie D
  - Vô địch: 2007–08, 2018–19
  - Vô địch Play-off: 2008–09

### Cúp quốc gia
- Coppa Italia Serie C
  - Vô địch: 1996–97
  - Á quân: 1992–93, 2014–15
- Coppa Italia Serie D
  - Vô địch: 2007–08

### Danh hiệu khác
- Coppa Volta
  - Vô địch: 1926–27
- Torneo Benefico Lombardo
  - Vô địch: 1944–45

## Cầu thủ

### Đội hình hiện tại
Tính đến ngày 30 tháng 8 năm 2024 

Ghi chú: Quốc kỳ chỉ đội tuyển quốc gia được xác định rõ trong điều lệ tư cách FIFA. Các cầu thủ có thể giữ hơn một quốc tịch ngoài FIFA.
| Số | VT | Quốc gia    | Cầu thủ                             |
| -- | -- | ----------- | ----------------------------------- |
| 1  | TM | Ý           | Emil Audero                         |
| 2  | HV | Đức         | Marc-Oliver Kempf                   |
| 3  | HV | Ý           | Marco Sala                          |
| 4  | TV | Bờ Biển Ngà | Ben Lhassine Kone                   |
| 5  | HV | Ý           | Edoardo Goldaniga                   |
| 6  | TV | Ý           | Alessio Iovine (đội phó thứ 2)      |
| 7  | TV | Brasil      | Gabriel Strefezza                   |
| 8  | TV | Ý           | Daniele Baselli                     |
| 9  | TĐ | Ý           | Alessandro Gabrielloni (đội trưởng) |
| 10 | TĐ | Ý           | Patrick Cutrone (đội phó)           |
| 11 | TĐ | Ý           | Andrea Belotti                      |
| 12 | TM | Ý           | Pierre Bolchini                     |
| 13 | HV | Ý           | Alberto Dossena                     |
| 14 | TĐ | Iraq        | Ali Jasim                           |
| 15 | HV | Brasil      | Fellipe Jack (mượn từ Palmeiras)    |

| Số | VT | Quốc gia    | Cầu thủ                                           |
| -- | -- | ----------- | ------------------------------------------------- |
| 16 | TV | Gambia      | Alieu Fadera                                      |
| 17 | TĐ | Ý           | Alberto Cerri                                     |
| 18 | HV | Tây Ban Nha | Alberto Moreno                                    |
| 20 | TV | Tây Ban Nha | Sergi Roberto                                     |
| 22 | TM | Ý           | Mauro Vigorito                                    |
| 23 | TV | Argentina   | Máximo Perrone (mượn từ Manchester City)          |
| 25 | TM | Tây Ban Nha | Pepe Reina                                        |
| 26 | TV | Đức         | Yannik Engelhardt                                 |
| 27 | TV | Áo          | Matthias Braunöder                                |
| 33 | TV | Pháp        | Lucas Da Cunha                                    |
| 36 | TV | Ý           | Luca Mazzitelli (mượn từ Frosinone)               |
| 77 | HV | Bỉ          | Ignace Van Der Brempt (mượn từ Red Bull Salzburg) |
| 79 | TV | Argentina   | Nico Paz                                          |
| 90 | TĐ | Ý           | Simone Verdi                                      |
| 93 | HV | Ý           | Federico Barba                                    |

### Những cầu thủ khác theo hợp đồng
Tính đến ngày 4 tháng 9 năm 2024
Ghi chú: Quốc kỳ chỉ đội tuyển quốc gia được xác định rõ trong điều lệ tư cách FIFA. Các cầu thủ có thể giữ hơn một quốc tịch ngoài FIFA.
| Số | VT | Quốc gia         | Cầu thủ            |
| -- | -- | ---------------- | ------------------ |
| —  | TV | Ý                | Giuseppe Mazzaglia |
| —  | TV | Cộng hòa Ireland | Naj Razi           |

| Số | VT | Quốc gia | Cầu thủ       |
| -- | -- | -------- | ------------- |
| —  | TV | Bỉ       | Moutir Chajia |

### Cho mượn
Tính đến ngày 4 tháng 9 năm 2024
Ghi chú: Quốc kỳ chỉ đội tuyển quốc gia được xác định rõ trong điều lệ tư cách FIFA. Các cầu thủ có thể giữ hơn một quốc tịch ngoài FIFA.
| Số | VT | Quốc gia     | Cầu thủ                                                 |
| -- | -- | ------------ | ------------------------------------------------------- |
| —  | TM | Ý            | Simone Ghidotti (tại Sampdoria đến 30/6/2025)           |
| —  | HV | Ý            | Tommaso Cassandro (tại Catanzaro đến 30/6/2025)         |
| —  | HV | Ý            | Marco Curto (tại Cesena đến 30/6/2025)                  |
| —  | HV | Cộng hòa Síp | Nicholas Ioannou (tại Sampdoria đến 30/6/2025)          |
| —  | HV | Slovakia     | Peter Kováčik (tại Jagiellonia Białystok đến 30/6/2025) |
| —  | HV | Ý            | Diego Ronco (tại Virtus Verona đến 30/6/2025)           |
| —  | TV | Đan Mạch     | Oliver Abildgaard (tại Pisa đến 30/6/2025)              |
| —  | TV | Thụy Sĩ      | Samuel Ballet (tại Zürich đến 30/6/2025)                |

| Số | VT | Quốc gia         | Cầu thủ                                            |
| -- | -- | ---------------- | -------------------------------------------------- |
| —  | TV | Ý                | Alessandro Bellemo (tại Sampdoria đến 30/6/2025)   |
| —  | TV | Ý                | Fabio Rispoli (tại Virtus Verona đến 30/6/2025)    |
| —  | TV | Ý                | Marco Tremolada (tại Lumezzane đến 30/6/2025)}}    |
| —  | TĐ | Ý                | Tommaso Fumagalli (tại Cosenza đến 30/6/2025)      |
| —  | TĐ | Hoa Kỳ           | Nicholas Gioacchini (tại Cincinnati đến 30/6/2025) |
| —  | TĐ | Cộng hòa Ireland | Liam Kerrigan (tại Beveren đến 30/6/2025)          |
| —  | TĐ | Áo               | Marlon Mustapha (tại Greuther Fürth đến 30/6/2025) |
| —  | TĐ | Cameroon         | Jean-Pierre Nsame (tại Legia Warsaw đến 30/6/2025) |

## Ban huấn luyện

### Giám đốc điều hành
Tính đến 1 tháng 8 năm 2024
| Vị trí                  | Tên                  |
| ----------------------- | -------------------- |
| Tổng giám đốc điều hành | Francesco Terrazzani |
| Giám đốc                | Mirwan Suwarso       |
| Giám đốc thể thao       | Carlalberto Ludi     |
| Tổng thư ký             | Emanuela Lubian      |

### Coaching staff

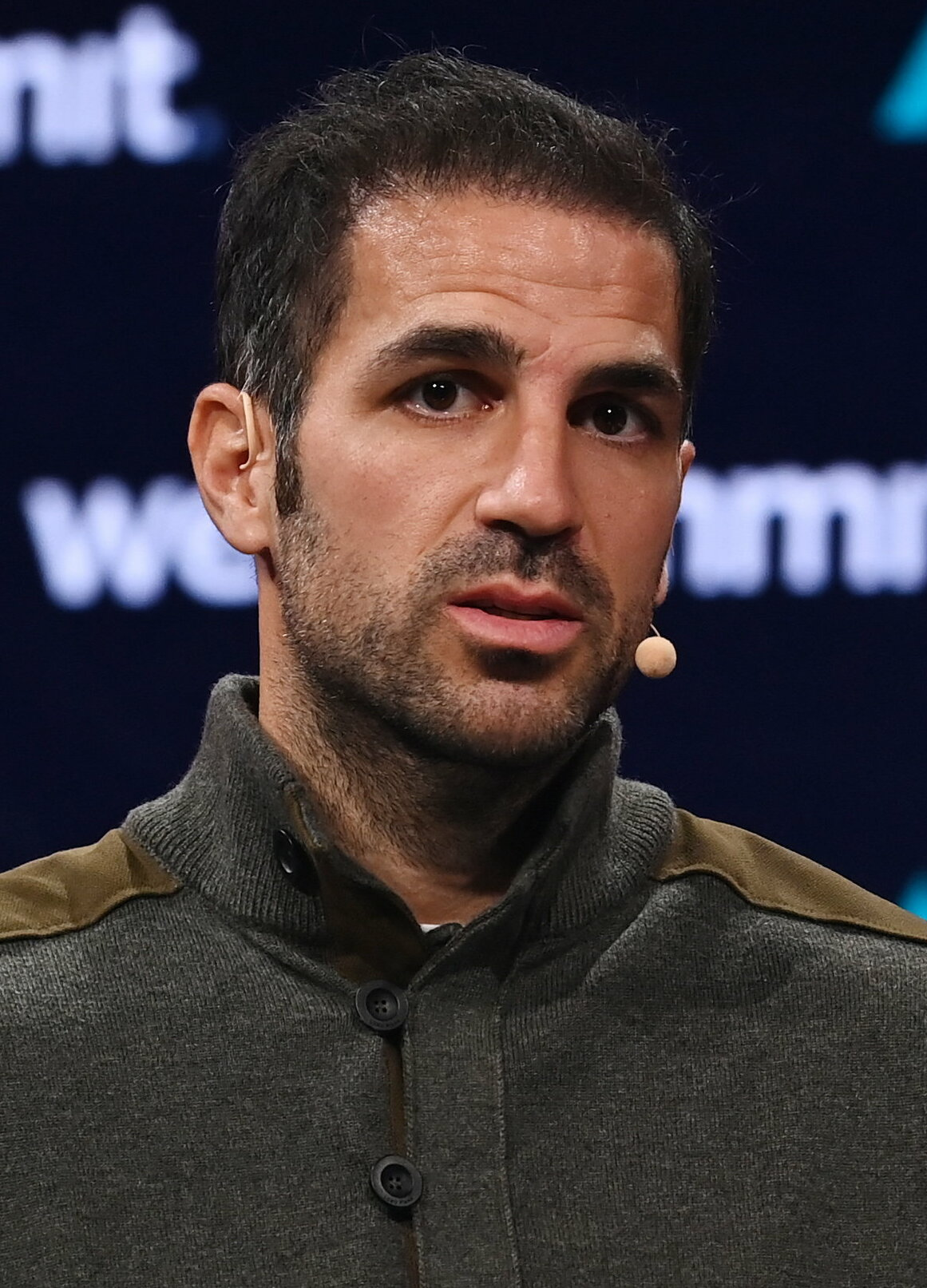
Cesc Fàbregas hiện đang là huấn luyện viên trưởng của câu lạc bộ.

Tính đến 1 tháng 8 năm 2024
| Vị trí                   | Tên               |
| ------------------------ | ----------------- |
| Huấn luyện viện trưởng   | Cesc Fàbregas     |
| Trợ lý huấn luyện viên   | Daniel Guindos    |
| Trợ lý kỹ thuật          | Davide Facchin    |
| Huấn luyện viện thủ môn  | Enrico Malatesta  |
| Huấn luyện viên thể hình | Andrea Castellani |
| Huấn luyện viên thể hình | Andrea Bernasconi |
| Nhà phân tích video      | Chris Galley      |
| Nhà phân tích trận đấu   | Ivan Brocchieri   |
| Sắp xếp đội hình         | Giuseppe Calandra |
| Bác sĩ trị liệu          | Simone Gallo      |
| Bác sĩ trị liệu          | José Calvarro     |
| Trưởng phòng phát triển  | Osian Roberts     |
| Huấn luyện viên đội trẻ  | Daniele Buzzegoli |